# Nicandro Díaz
Díaz  González est un nom espagnol. Le premier nom de famille, en général paternel, est Díaz ; le second, en général maternel, souvent omis, est González.
Nicandro Díaz González (né le 3 décembre 1963 à Monterrey (Nuevo León) et mort le 18 mars 2024 à San Miguel de Cozumel (Quintana Roo)) est un producteur de télévision mexicain. Il réalise des telenovelas pour Televisa.

## Carrière
Nicandro Díaz commence sa carrière professionnelle en tant qu'assistant de production dans les telenovelas de Valentín Pimstein : Monte Calvario et Rosa salvaje. Très rapidement ensuite, il participe à Mi segunda madre, Simplemente María, La pícara soñadora et Carrusel de las Américas où il est chargé de coordonner la production.
En 1996, il devient producteur associé dans la telenovela de Lucero Suárez Para toda la vida. Il continue en travaillant avec Pedro Damián dans Mi pequeña traviesa et Preciosa.
En 1998, il fait ses débuts en tant que producteur exécutif, avec l'une des premières telenovelas de Televisa Niños, intitulée Gotita de amor. En 1999, il exerce ce métier avec la telenovela pour adolescents appelée Alma rebelde. Il enchaîne avec Carita de ángel en 2000 et ¡Vivan los niños! en 2002, remake de Carrusel, ce qui lui permet d'être un producteur reconnu pour les telenovelas pour enfants. En 2004, il travaille avec Roberto Hernández Vázquez dans Corazones al límite.
Depuis 2005 il produit des telenovelas pour les soirées. La première est Contra viento y marea, nouvelle version de la telenovela vénézuélienne La loba herida produite en 1992 et avec comme vedettes Marlene Favela et Sebastian Rulli.
En 2007, avec Destilando amor il travaille pour les heures de forte audience. Cette telenovela qui met en scène Angélica Rivera et Eduardo Yáñez est la nouvelle version de la telenovela colombienne Café con aroma de mujer de 1994. Elle a déjà été réalisée au Mexique sous le nom de Cuando seas mía en 2001.
En 2008, il produit la telenovela Mañana es para siempre avec comme vedettes Silvia Navarro et Fernando Colunga. C'est une adaptation de la telenovela colombienne Pura sangre de 2007.
En 2010, il produit la telenovela Soy tu dueña avec comme vedettes Lucero, Gabriela Spanic et Fernando Colunga. C'est une nouvelle version de la telenovela La dueña produite en 1995 par Florinda Meza.
En 2012, il produit un remake intitulé Amores verdaderos avec comme acteurs principaux Erika Buenfil, Eduardo Yáñez, Eiza Gonzalez et Sebastian Rulli. C'est la nouvelle version de la telenovela argentine Amor en custodia de 2005. Elle a été aussi réalisée au Mexique avec le même titre Amor en custodia en 2005.
En 2014, Nicandro Díaz produit la telenovela Hasta el fin del mundo avec comme protagonistes principaux Marjorie de Sousa et Pedro Fernández et comme antagonistes principaux Julián Gil et Ximena Herrera. C'est la nouvelle version  de la telenovela argentine Dulce amor diffusée en 2012. Le 27 octobre 2014, pour raison de santé, Pedro Fernández est remplacé par David Zepeda pour tenir le même rôle.

## Telenovelas

### Assistant de production
- 1986 : Monte calvario
- 1987-1988 : Rosa salvaje (première saison)

### Coordinateur de production
- 1986 : Monte Calvario (Televisa)
- 1987-1988 : Rosa salvaje (Televisa)
- 1989 : Mi segunda madre (Televisa)
- 1989-1990 : Carrusel (Televisa)
- 1991 : La pícara soñadora (Televisa)
- 1992 : Carrusel de las Américas (Televisa)

### Producteur associé
- 1996 : Para toda la vida (Televisa)
- 1997-1998 : Mi pequeña traviesa (Televisa)
- 1998 : Preciosa (Televisa) (première partie)

### Producteur exécutif
- 1998 : Gotita de amor (Televisa)
- 1999 : Alma rebelde (Televisa)
- 2000-2001 : Carita de ángel (Televisa)
- 2002-2003 : ¡Vivan los niños! (Televisa)
- 2004 : Corazones al límite (Televisa) (conseiller de production, première partie)
- 2005 : Contra viento y marea (Televisa)
- 2007 : Destilando amor (Televisa)
- 2008-2009 : Mañana es para siempre (Televisa)
- 2010 : Soy tu dueña (Televisa)
- 2012 : Amores verdaderos (Televisa)
- 2014 : Hasta el fin del mundo (Televisa)

## Théâtre
Sur une idée du producteur de théâtre Alejandro Gou qui a adapté pour le théâtre Mi corazón es tuyo, le producteur de théâtre  Gerardo Quiroz en collaboration avec Nicandro Díaz font un montage musical de la telenovela Hasta el fin del mundo. La mise en scène de Hasta el fin del mundo cantaré est un spectacle musical en un seul acte avec la participation de Marjorie de Sousa, David Zepeda, Alejandro Tommasi, Olivia Bucio, Aleida Núñez, Julio Camejo et Miguel Martínez.
Y sont abordées les différentes facettes de l'amour, depuis l'amour innocent et juvénile jusqu'à l'amour mûr et consacré, en passant par les étapas du romantisme, de la passion, du zèle, de la trahison, du désengagement et de l'indifférence.

## Nominations et récompenses

### Premios TVyNovelas
| Année | Catégorie            | Telenovela             | Résultat |
| ----- | -------------------- | ---------------------- | -------- |
| 2014  | Meilleure telenovela | Amores verdaderos      | Gagnant  |
| 2011  | Meilleure telenovela | Soy tu dueña           | Nommé    |
| 2010  | Meilleure telenovela | Mañana es para siempre | Nommé    |
| 2008  | Meilleure telenovela | Destilando amor        | Gagnant  |

### Premios Bravo
| Catégorie            | Telenovela        | Résultat |
| -------------------- | ----------------- | -------- |
| Meilleure telenovela | Destilando amor   | Gagnant  |
| Meilleure telenovela | Amores verdaderos | Gagnant  |

### Premios People en Español
| Année | Catégorie            | Telenovela             | Résultat |
| ----- | -------------------- | ---------------------- | -------- |
| 2009  | Meilleure telenovela | Mañana es para siempre | Gagnant  |
| 2009  | Meilleure adaptation | Mañana es para siempre | Gagnant  |

### Asociación de Cronistas de Espectáculos de Nueva York ACE
| Année | Catégorie            | Telenovela             | Résultat |
| ----- | -------------------- | ---------------------- | -------- |
| 2008  | Meilleure telenovela | Destilando amor        | Gagnant  |
| 2013  | Meilleure telenovela | Amores verdaderos      | Gagnant  |
| 2014  | Meilleure telenovela | Hasta el fin del mundo | Gagnant  |